# Sidford

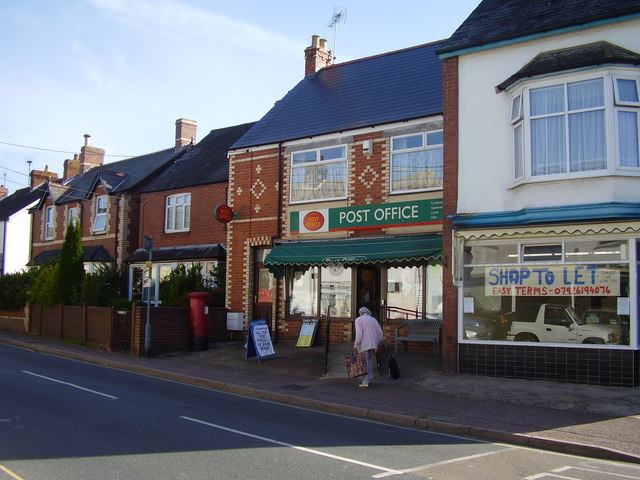
Oficina de correo en Sidford

Sidford es un pequeño pueblo ubicado en los suburbios de la ciudad de Sidmouth, en el condado inglés de Devon. Tiene una población de apenas por encima de 2100 habitantes según el censo de 2001.[cita requerida]
- Datos: Q7508566
- Multimedia: Sidford / Q7508566